# (118378) 1999 HT11
(118378) 1999 HT11 транснептуновый объект находящийся в орбитальном резонансе 4:7 с планетой Нептун. Его орбита довольно сильно вытянута (эксцентриситет 0,118) — перигелий и афелий составляют 38,858 а. е. и 49,231 а. е. соответственно. Предположительно, объект имеет диаметр 146 км. Обнаружен 17 апреля 1999 года в обсерватории Китт-Пик, Аризона.